# Janusz (określenie)

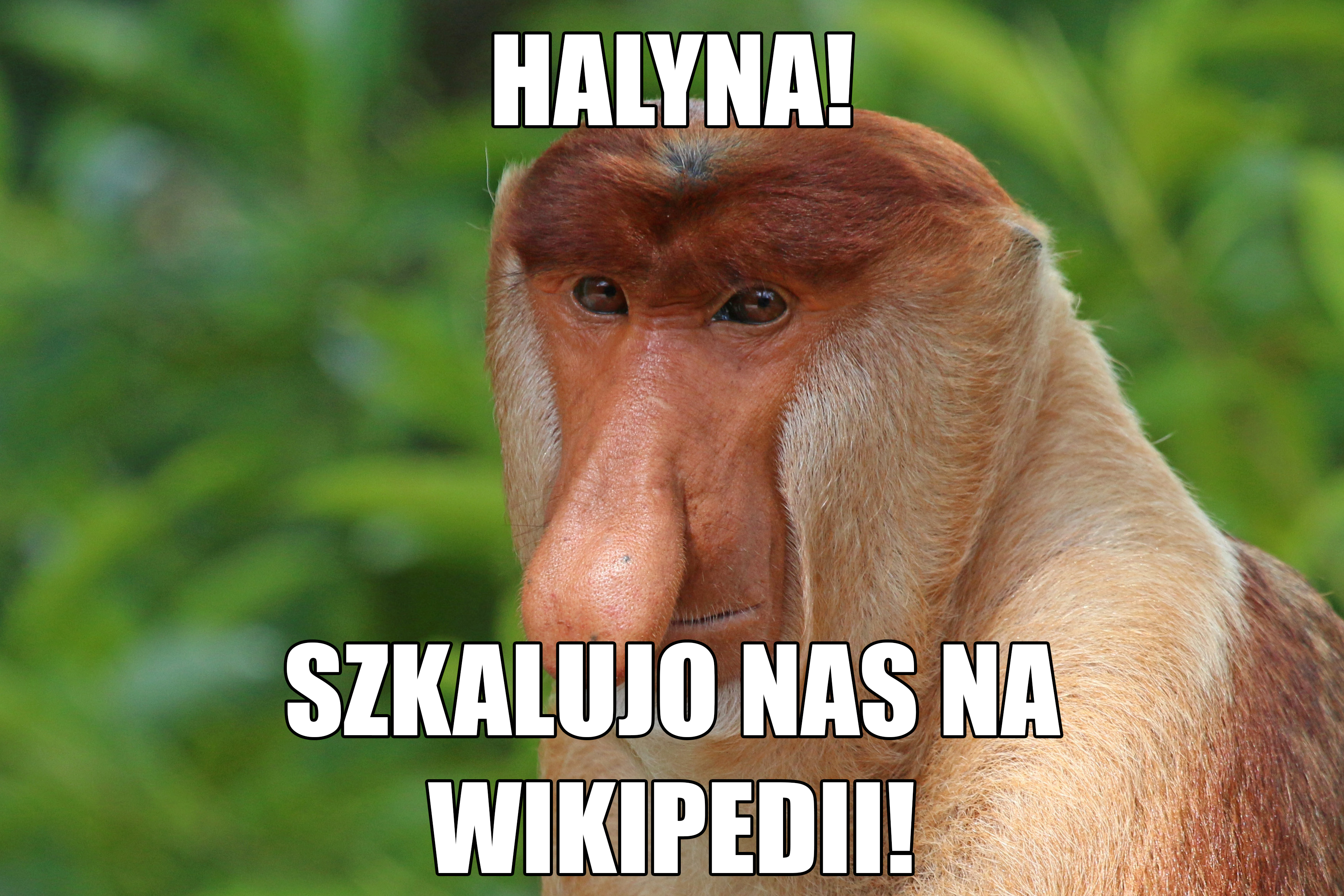
Nosacz sundajski w memach internetowych często stanowi wyobrażenie stereotypowego janusza

Janusz – pejoratywne określenie osoby przejawiającej stereotypowe negatywne cechy Polaków. Wyobrażany zazwyczaj jako wąsaty mężczyzna w średnim wieku, ubrany najczęściej w biały podkoszulek (zwykle na ramiączkach), noszący białe skarpety i sandały, z dużym brzuchem, często trzymający reklamówkę z dyskontu. Ulubione rozrywki janusza to picie piwa i oglądanie telewizji. Typowy janusz często przedstawiany jest z głową małpy (nosacza sundajskiego).
Stereotypową partnerką janusza jest grażyna, która jest nieinteligentna, ma włosy w tapirze lub ondulowane, lubi robić zakupy oraz interesuje się plotkami. Zarówno janusz, jak i grażyna wypowiadają się na tematy, o których nie mają pojęcia, są cwaniakami oraz nie znają lub lekceważą zasady kultury. Dzieci januszy i grażyn, uosabiające stereotypy na temat młodszych Polaków, takie jak np. niechęć do pracy, życie z zasiłków i roszczeniowość, to karyna i seba. Niechęć do janusza jest określana jako niechęć do wszystkiego, co reprezentuje tzw. prowincjonalna Polska. Janusze spotykają się z pogardą ze strony klasy średniej i hipsterów.
Określenie może oznaczać również ignoranta w szerszym znaczeniu. Sens ten widać w wyrażeniu janusz biznesu, które określa osobę próbującą za wszelką cenę zmaksymalizować krótkotrwałe korzyści oraz reprezentuje negatywne stereotypy polskich przedsiębiorców. W internetowych memach przedstawiających janusza biznesu często wykorzystywany był wizerunek wicemarszałka województwa podlaskiego w latach 2018–2021 Stanisława Derehajły.